# Carlos Ernesto Berrueta
Carlos Ernesto Berrueta (Montevideo, 21 de agosto de 1961) es un exfutbolista y entrenador uruguayo. Jugaba en todas las posiciones del mediocampo y poseía un fuerte disparo de derecha. Tenía un alto porcentaje de goles de tiro libre. También es conocido con el sobrenombre de «Gringo».

## Trayectoria
Se inició en las divisiones formativas del Danubio, debutó en el año de 1977 de la mano del reputado entrenador Luis Cubilla. Su actuación en el Sudamericano Juvenil de 1981 junto a figuras de la talla de Enzo Francescoli fue la razón para su transferencia al Nacional de Montevideo en 1983. Al año Siguiente pasó a River Plate de Argentina donde lastimosamente no tuvo muchas oportunidades. Volvió a Danubio en 1985. Dos años más tarde llegaría a Ecuador para enrolarse en las filas de Sociedad Deportiva Aucas convirtiéndose en líder del equipo durante 3 temporadas. En 1990 fue transferido a Liga Deportiva Universitaria de Quito donde fue figura descollante para la consecución del título nacional. En 1991 tuvo una gran actuación con su equipo en la Copa Libertadores. En 1992 le sobrevino una suspensión por una supuesta agresión a un árbitro. Recaló nuevamente en Danubio. Volvió a Liga en 1994, pero no tuvo una buena relación con el técnico de esa época Ernesto Guerra que recomendó su salida del plantel por un informe médico. Regresó a Uruguay y desapareció de la actividad futbolística. En el 2004 un grupo de hinchas de Liga de Quito lo buscaron y fueron a visitarlo a Montevideo como muestra de agradecimiento por la idolatría que generó en la hinchada alba, lo invitaron a ir a Quito para una serie de homenajes.

## Selección nacional
En 1981 fue campeón sudamericano juvenil en el torneo realizado en Ecuador. En 1983 fue convocado a la selección absoluta pero no tuvo la continuidad necesaria en el combinado dirigido por Omar Borrás. Jugó algunos partidos amistosos y de eliminatorias.

## Clubes
| Club          | País      | Periodo   |
| ------------- | --------- | --------- |
| Danubio       | Uruguay   | 1977-1982 |
| Nacional      | Uruguay   | 1983-1984 |
| River Plate   | Argentina | 1984-1985 |
| Danubio       | Uruguay   | 1985-1986 |
| Aucas         | Ecuador   | 1987-1989 |
| Liga de Quito | Ecuador   | 1990-1992 |
| Danubio       | Uruguay   | 1992-1993 |
| Liga de Quito | Ecuador   | 1994      |

## Palmarés
| Título           | Club          | País    | Edición |
| ---------------- | ------------- | ------- | ------- |
| Primera División | Nacional      | Uruguay | 1983    |
| Serie A          | Liga de Quito | Ecuador | 1990    |

- Datos: Q5750264